# Паметник на генерал Гурко (Гурково)
Паметникът на генерал Гурко е открит на 4 септември 2014 г., по повод 40 години от обявяването на Гурково за град. Намира се на площад „Освобождение“ в град Гурково. Монументът е дело на скулптора Григорий Потоцки, автор и на паметника на руския пълководец в София.

## Композиция
Паметникът представлява бюст на руския пълководец Йосиф Владимирович Гурко, който влиза със своята свита на 14 юли 1877 г. в тогавашното селище Хайнето (днешно Гурково) в началото на старопланинския проход.

## История
Паметникът е дарение от правителството на руската столица Москва за 40-годишнината от обявяването на Гурково за град. Издигнат е в чест на руския генерал, чието име носи и градът от 1906 г. Идеята за увековечаване паметта на един от прославените командири в освободителната Руско-турска война (1877 – 1878) идва след реализирания предишната година първи паметник на Гурко в София. В началото на войната ген. Гурко като командир на Предния руски отряд, в състава на който влиза и Българското опълчение, освобождава старопланинските проходи и с бърз марш стига Стара Загора. По-късно освобождава и София. Ген. Гурко е възпят от народния поет Иван Вазов в стихотворението „Здравствуйте, братушки!“.
Паметникът тържествено е открит от правнука на ген. Гурко – Владимир Гурко.